# Jōzankei
Jōzankei (定山渓) és un barri i àrea del districte de Minami, Sapporo, Hokkaido, al Japó. Jōzankei és un lloc famós per les seues fonts termals u onsens i tota la instal·lació d'hotels de luxe i balnearis de la zona. Tot i ser part de la ciutat de Sapporo, Jōzankei està prou allunyat del centre urbà d'aquesta, estant envoltat de naturalesa. Segons l'últim cens de l'any 2017 a Jōzankei hi han 1.148 habitants.

## Geografia
Geogràficament, Jōzankei es troba al sud de la ciutat de Sapporo, a Minami-ku. Es tracta d'un núcli habitat però diferenciat i allunyat de l'àrea urbana que només es connecta amb aquesta mitjançant carreteres. Per l'àrea passa el riu Toyohira. La zona es pot dividir en dues parts, l'àrea on es troben els balnearis i els hotels i la zona de bosc on es troba la presa d'aigua que du el nom del riu i la presa Jōzankei, al riu Otarunai. A la zona també es troben instal·lacions per a la pràctica d'esquí.

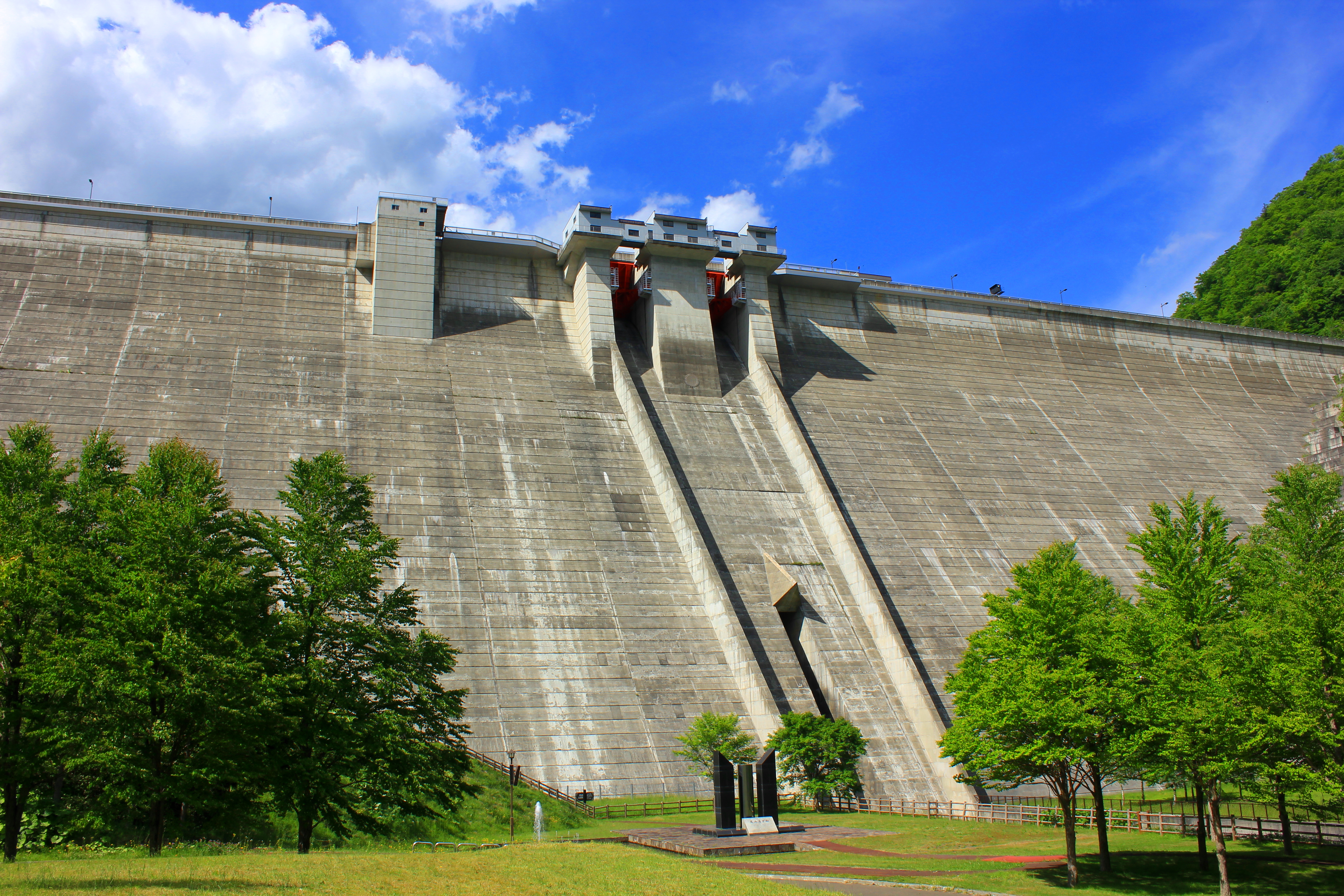
Presa Jozankei
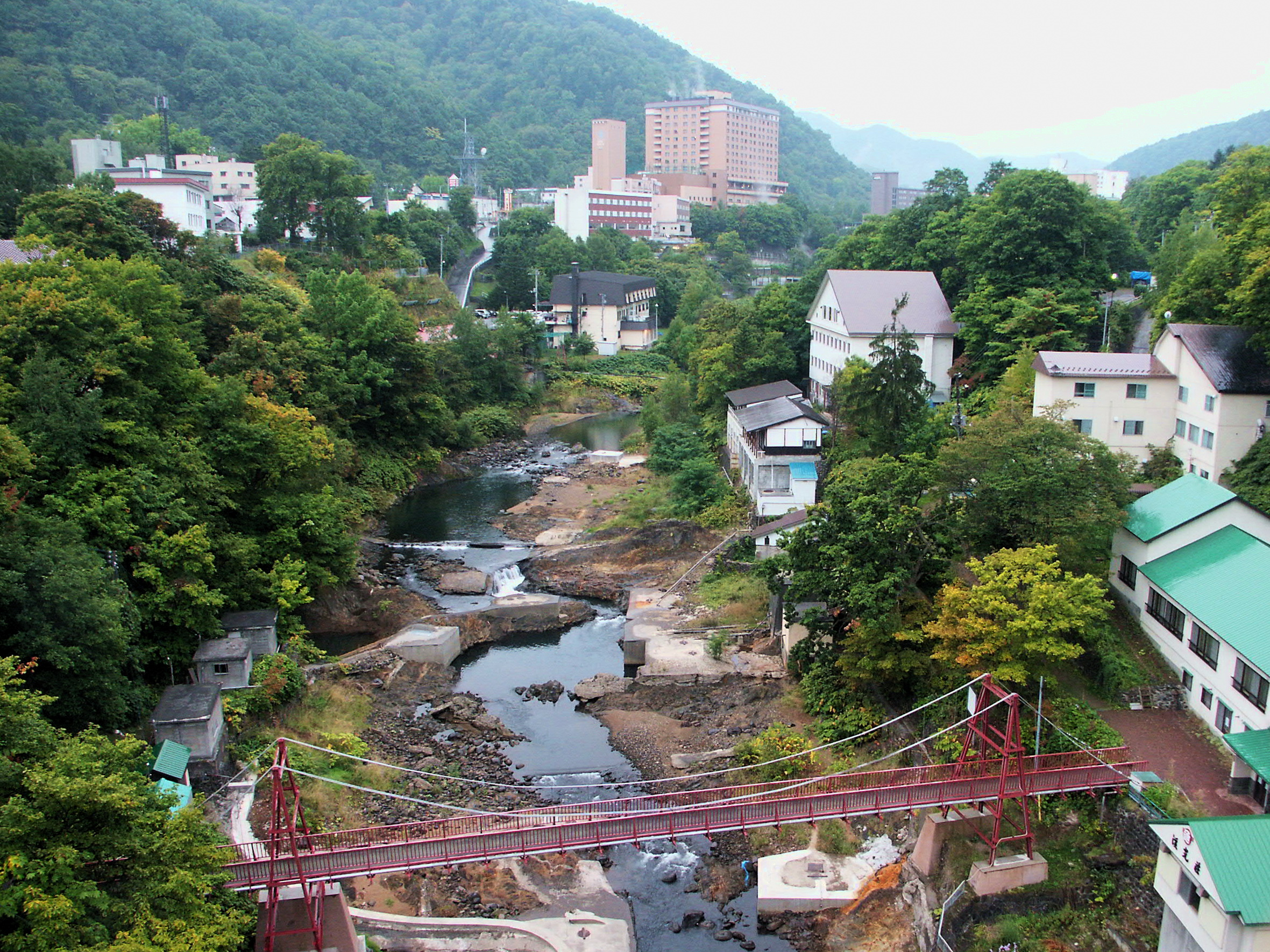
El riu Toyohira al seu pas per Jozankei
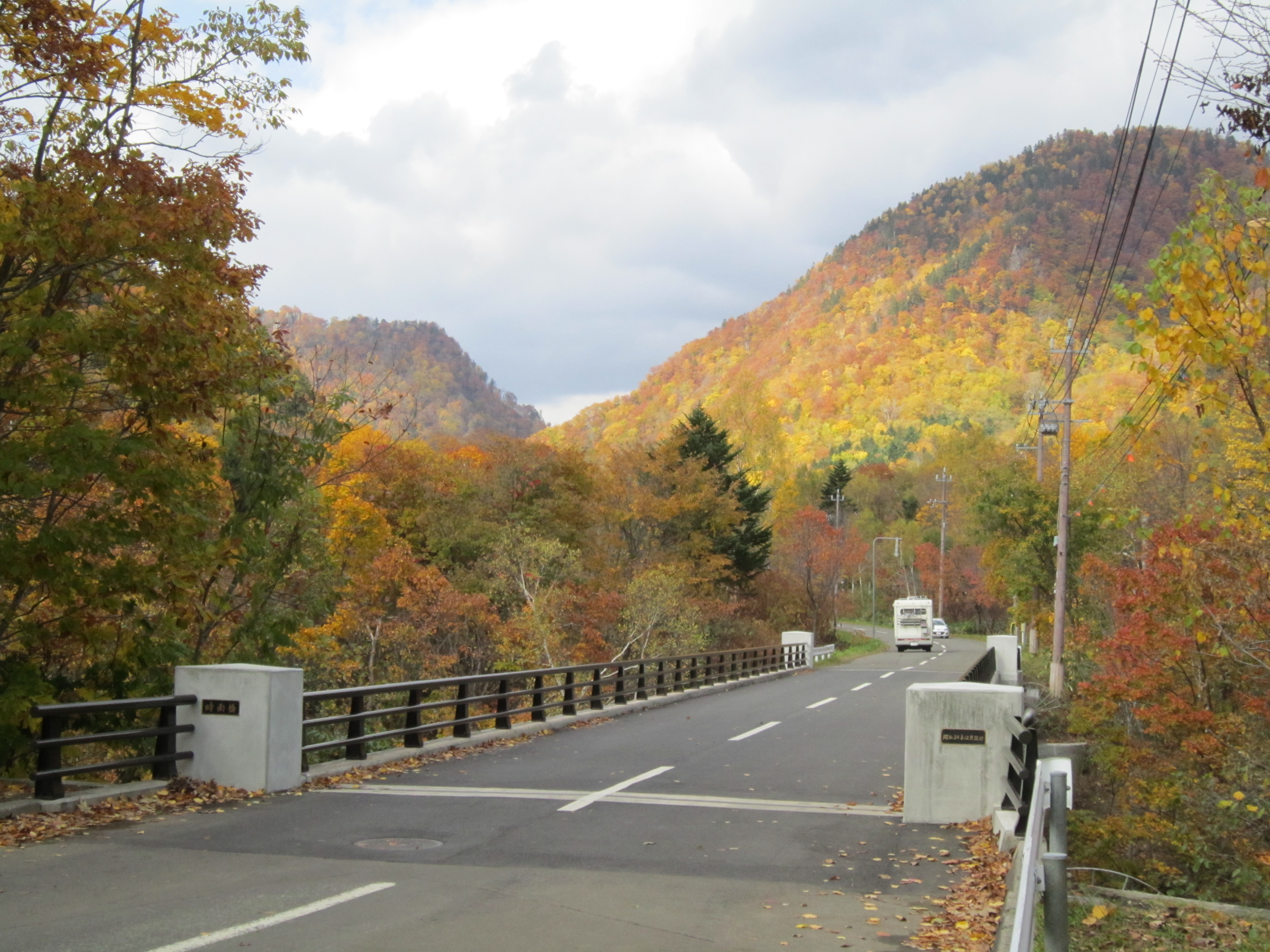
Pont Shigure
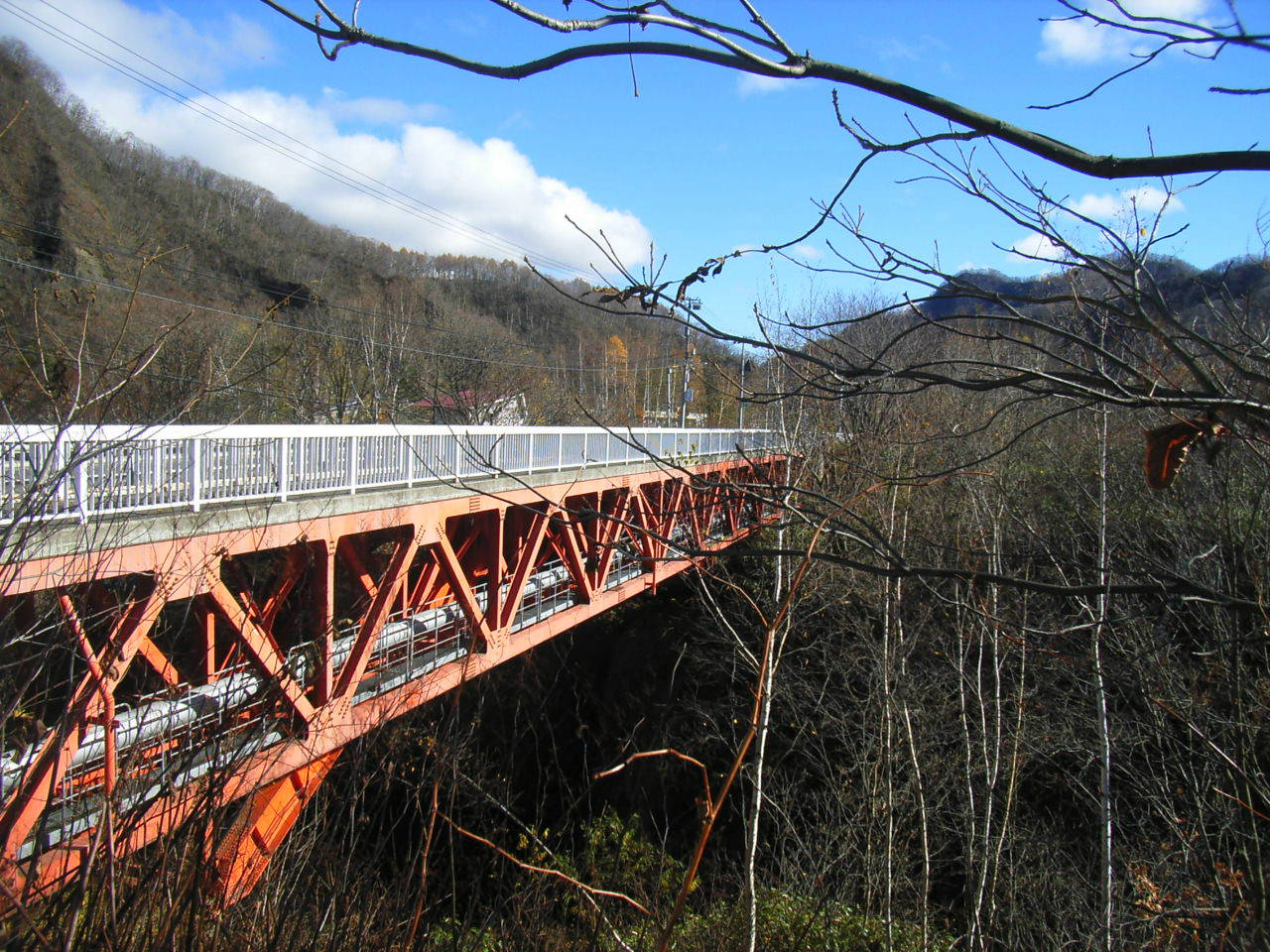
Pont Nishiki, per on pasa la nacional 230
Els manantials al 1909
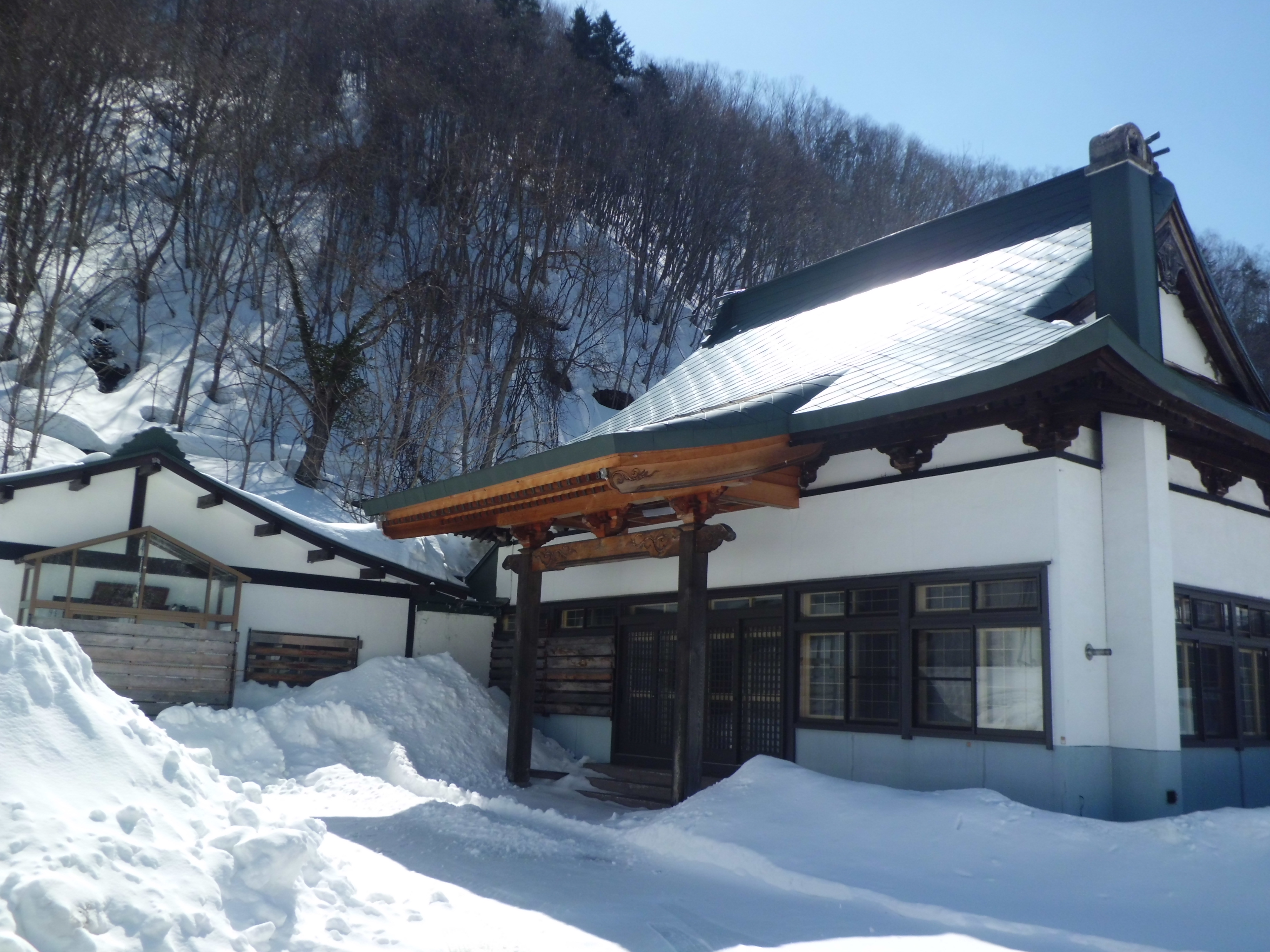
Temple Jōzan-ji.

## Història

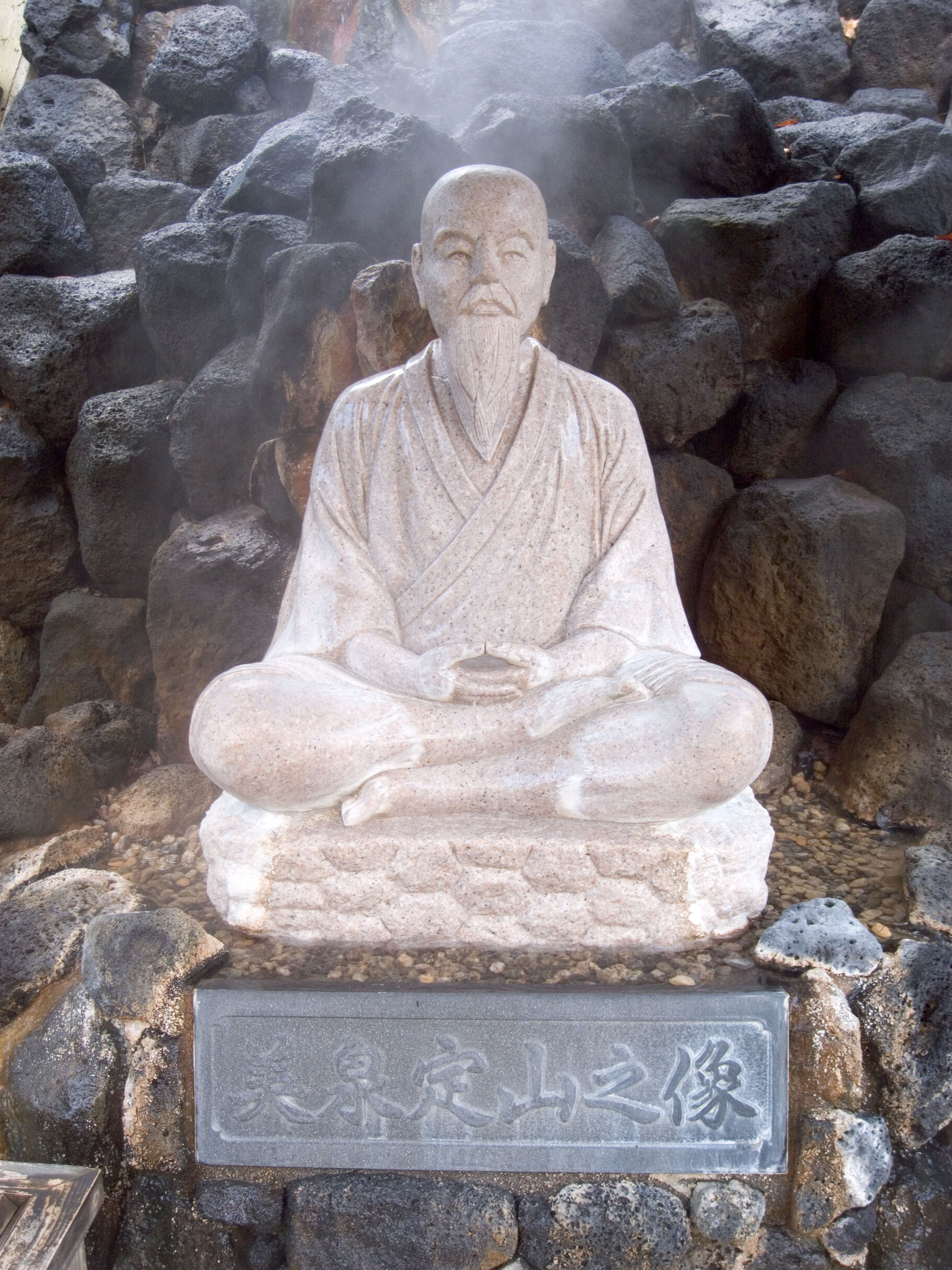
Estatua de Miizumi Jōzan, monjo soto zen i fundador del lloc

### Cronologia
- 1858: Takeshirō Matsuura s'estableix a l'àrea en descobrir l'existència d'un deu termal.[1]
- 1866: El monjo de l'ordre soto zen Miizumi Jōzan descobreix els deus i crea un onsen, el primer de la zona. El nom del monjo, Jōzan, donaria nom a l'àrea.
- 1871: Es completa el camí Honganji, el qual més tard serà la nacional 230, que connecta la zona amb Sapporo i altres petits municipis de la contornada.[2]
- 1872: La zona passa a ser part del terme municipal de Hiragishi.
- 1902: Els municipis de Hiragishi i Tsukisappu es fusionen per a crear el municipi de Toyohira.
- 1906: Es construeix l'escola pública primària de Jōzankei.[3]
- 1918: S'inaugura la línia de ferrocarril de Jōzankei i l'estació del mateix nom. També es posa en marxa l'hotel Jōzankei.[4]
- 1924: Jōzankei es seleccionat amb Rishiri i el llac Tōya com els tres llocs més espectaculars de Hokkaido per l'Otaru Shinbun.[5]
- 1929: Es completa l'electrificació de la línia de ferrocarrils de Jōzankei i es posen en marxa els nous trens.[5]
- 1932: S'inicia el servei d'autobusos entre l'estació de Sapporo i Jōzankei/Toyohira.[5]
- 1934: S'inaugura el ryokan Shogetsu, que més tard serà el Grand Hotel Shogetsu.
- 1940: Es posa en funcionament el ferrocarril forestal de Jōzankei.
- 1949: L'àrea que inclou Jōzankei passa a ser el Parc Nacional Shikotsu-Tōya.
- 1952: S'inaugura un nou edifici que serà la nova escola secundària de Jōzankei.[3]
- 1953: Es crea la nacional 230.
- 1961: El municipi de Toyohira es absorbit per la ciutat de Sapporo.
- 1965: Comencen les obres de construcció de la presa de Hoheikyo.
- 1968: El ferrocarril forestal es clausurada.
- 1969: Terminen els treballs de pavimentació de la nacional 230 en direcció a Jōzankei. També a finals del mateix any la línia de ferrocarrils Jōzankei deixa de funcionar.
- 1972: Jōzankei passa a formar part del districte de Minami, a Sapporo.[6]
- 1978: S'inaugura l'estació d'esquí internacional de Sapporo.

## Serveis
Com a lloc turístic, però també habitat tot l'any, Jozankei compta amb tots els serveis indispensables per a la vida actual com escoles primàries i secundàries, hospital, oficina de correus, supermercats i fins i tot una oficina delegada de l'ajuntament del districte de Minami.

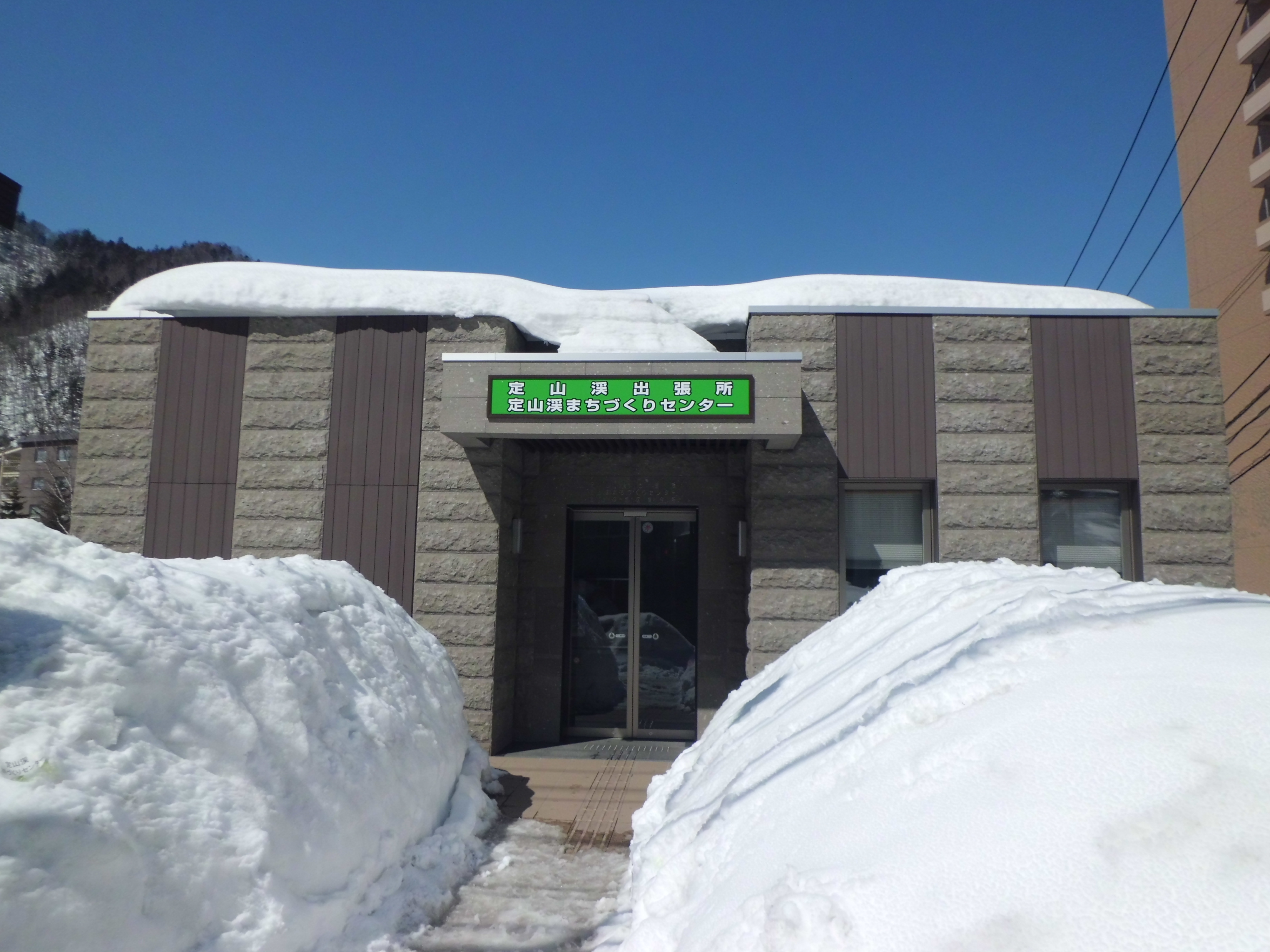
Oficina de l'ajuntament de Minami-ku
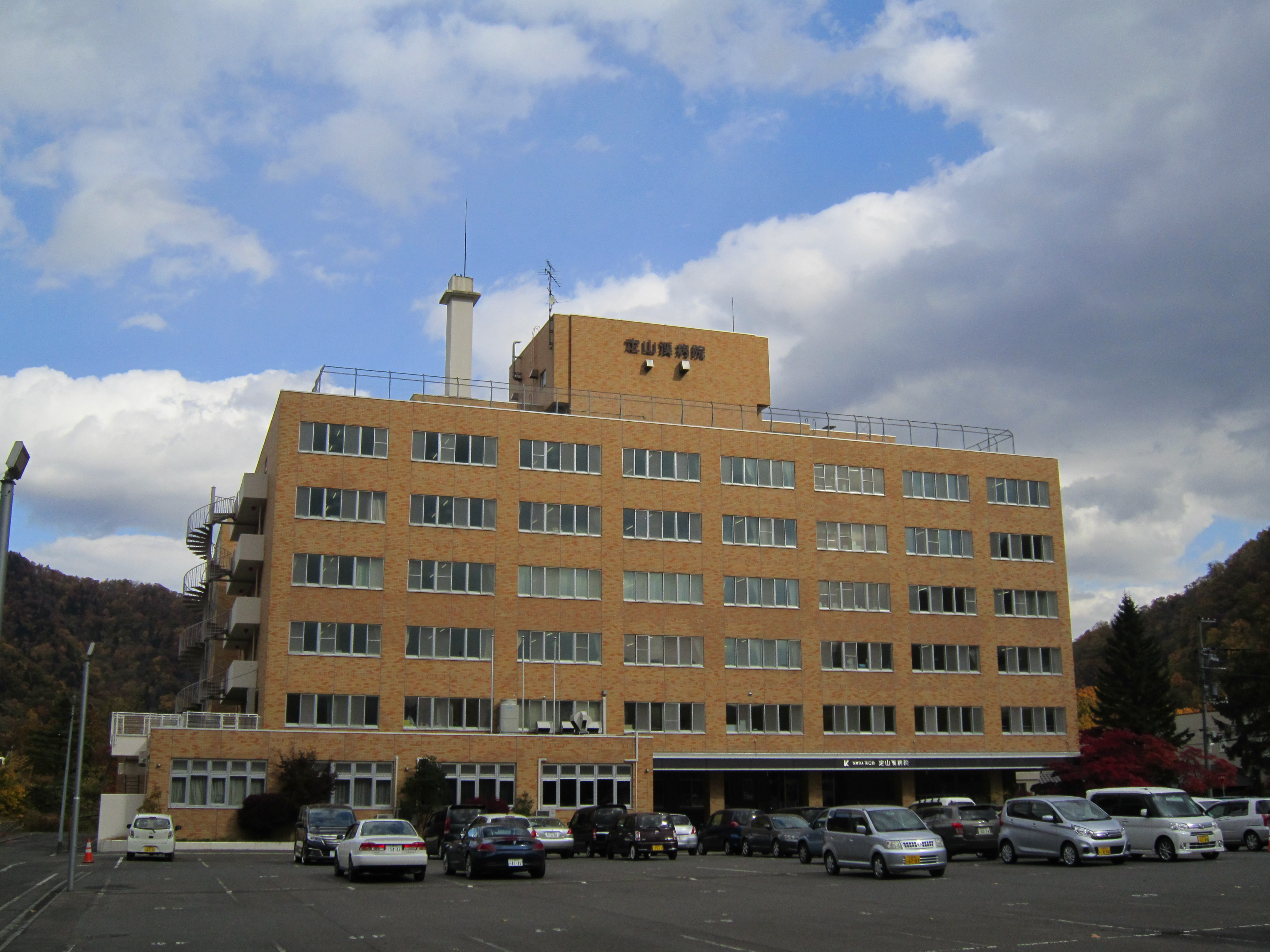
Hospital de Jôzankei
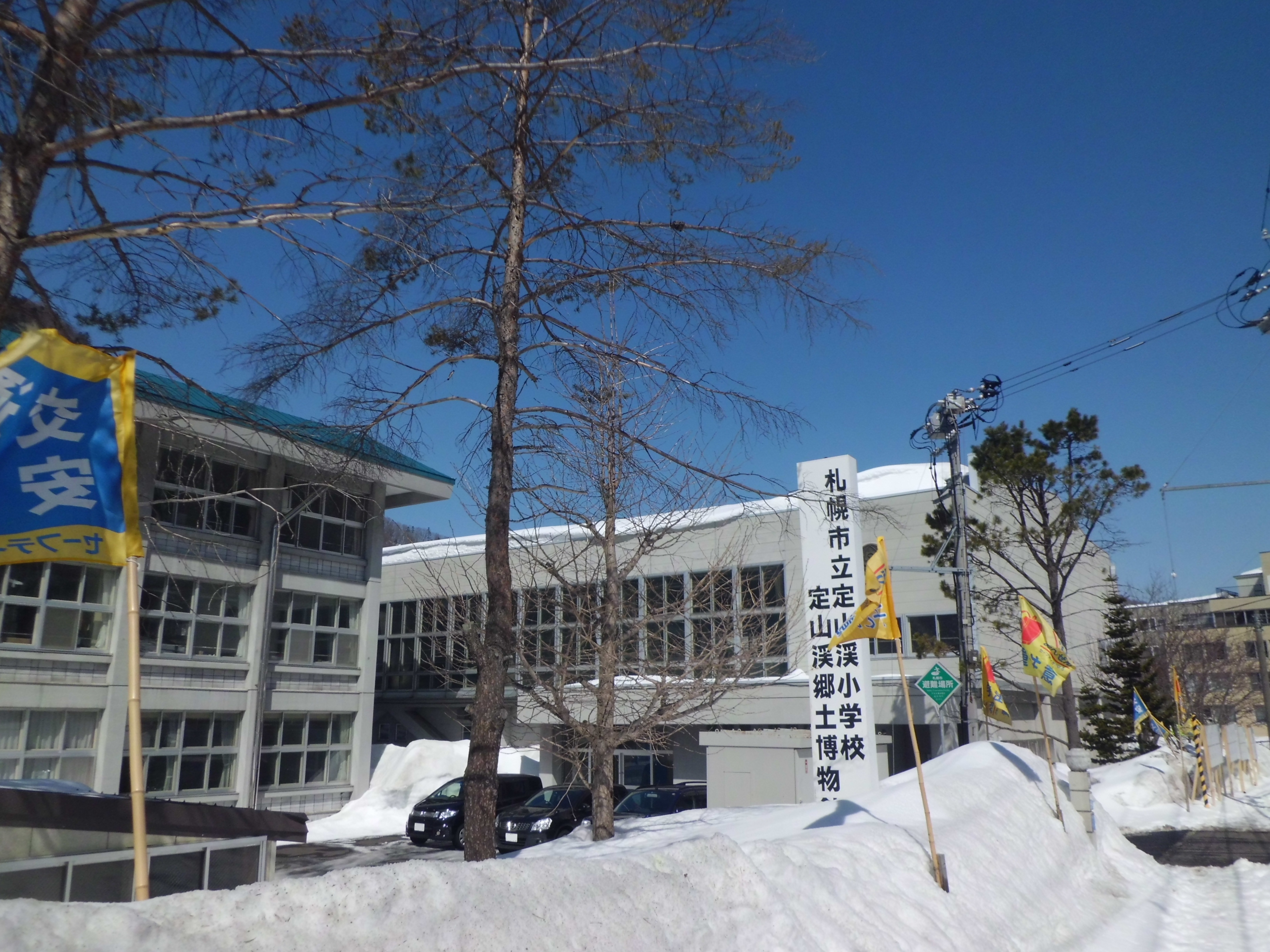
Escola primària de Jôzankei
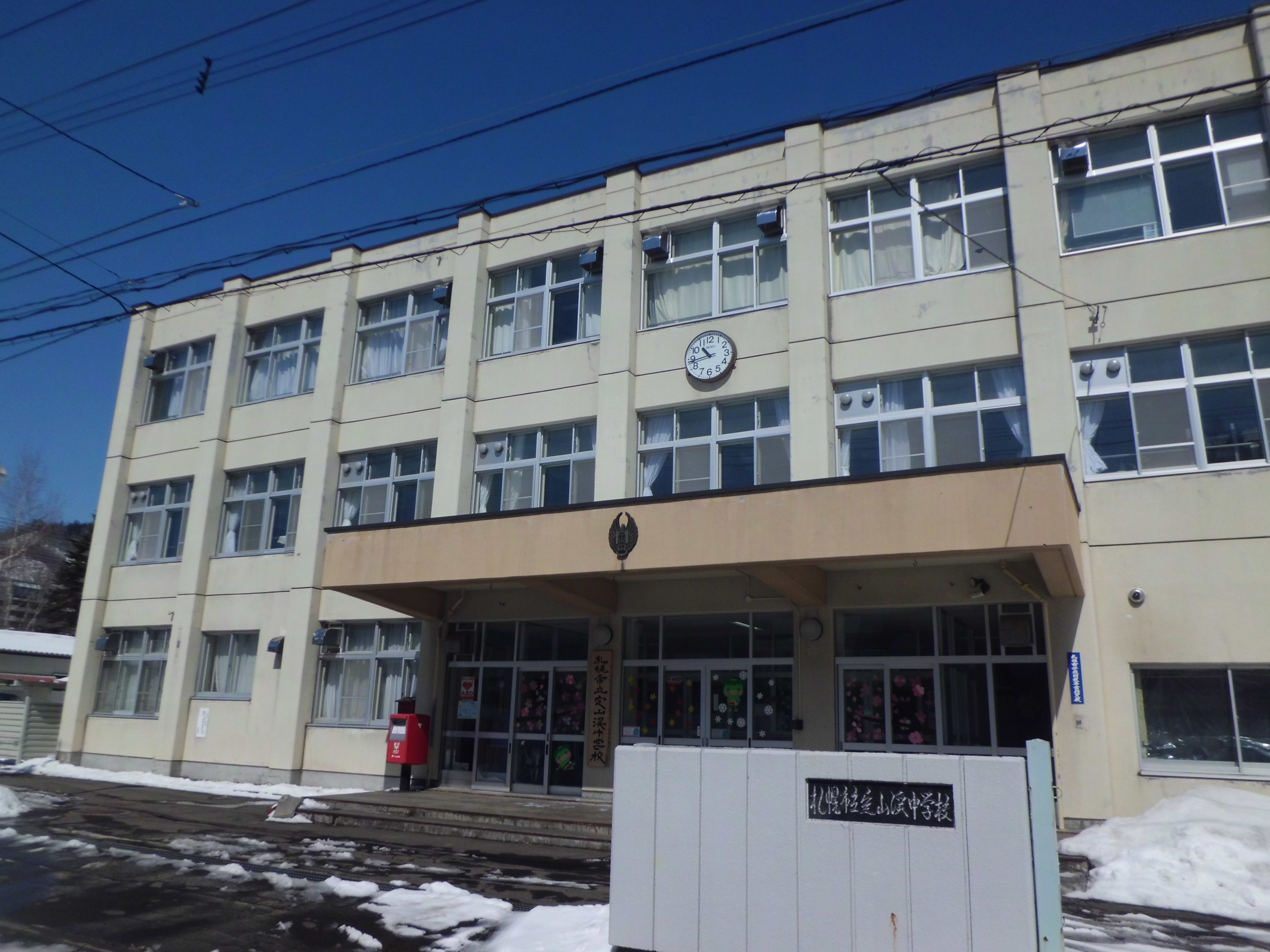
Escola secundària
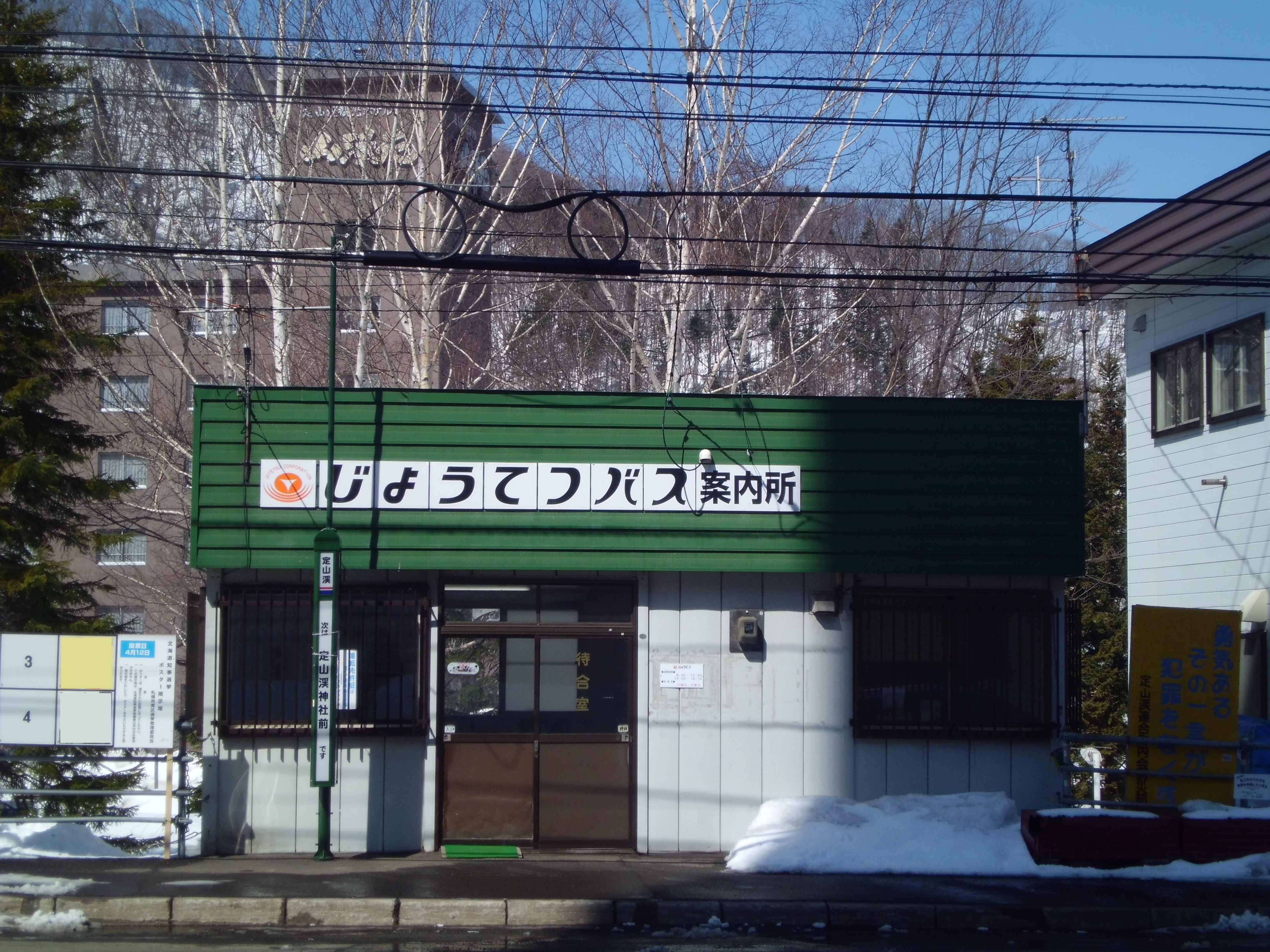
Oficines de la companyia d'autobusos Jotetsu

## Transport
Al tractar-se d'una zona turística, les connexions amb el centre de Sapporo o amb municipis limitrofs com Otaru son comunes i regulars.

### Ferrocarril
Des del 1918 fins al 1969 va existir una línia pròpia de ferrocarril amb el nom del mateix Jōzankei, que circul·lava des de l'antic municipi i actual districte de Shiroishi fins a Jōzankei. Actualment es troba tancat i només es conserven algunes estacions del trajecte i símbols.